# De Woefs en de Lamaars
De Woefs en de Lamaars is een televisieserie die van oktober 1970 tot januari 1971 op de Nederlandse televisie verscheen.
De poppenserie werd geproduceerd naar aanleiding van het enorme succes van De Fabeltjeskrant. Het idee en de uitwerking vertoonden grote overeenkomsten. De serie werd geschreven door Leen Valkenier, geproduceerd door Thijs Chanowski en de stemmen werden verzorgd door Elsje Scherjon, Frans van Dusschoten, Ger Smit, Trudy Libosan en Philippine Aeckerlin. De poppen zijn gemaakt door Joke Aletrino en Henriette Beukers-Lenselink en Henk Beukers. Al deze personen waren in dezelfde functie betrokken bij De Fabeltjeskrant.
Woefs zijn een soort honden. Tevens zijn het zeer nijvere wezens, reden waarom ze het continu aan de stok hebben met hun tegenpolen, de werkschuwe Lamaars, de andere bewoners van hun wereldje, het Nijverdal.
Wat voor wezens de Lamaars zijn, is onduidelijk. Mogelijk zijn het een soort katten, aangezien een van hen Snoespoes heet. Wat wel duidelijk is, is dat alle Lamaars uitzonderlijk lui zijn. De naam van het volkje is dan ook een verbastering van de uitdrukking "laat maar". Vanwege deze eigenschap hebben de Lamaars het continu aan de stok met de Woefs.
De Woefs en de Lamaars kon niet tippen aan het succes van De Fabeltjeskrant. Daarom werd de serie al na 3 maanden (106 afleveringen) gestopt. Wel verhuisde een aantal personages uit de serie, namelijk Woefdram, Woef Hektor, Hondje Woef en Snoespoes, vanuit het Nijverdal naar het Grote Dierenbos, de plaats van handeling van De Fabeltjeskrant.